# アブラハム・ヤンセンス
アブラハム・ヤンセンス (Abraham Janssens もしくは Jansens van Nuyssen, 1567年/1576年頃 - 1632年)は、フランドルのバロック期に活躍した画家。イタリアで修行したピーテル・パウル・ルーベンスが1608年にアントウェルペンで活動を始めるまで、ヤンセンスはフランドルで最も優れた歴史画を描くと評判の画家であった。

## 生涯
アブラハム・ヤンセンスはアントウェルペンで1567年から1576年の間に生まれたものと思われる。 ヤン・スネルリンクの元で修業し、1585年に聖ルカ組合にスネルリンクの弟子として登録された。1597年から1602年の間はローマに滞在した。1602年にはアントウェルペンの聖ルカ組合の親方になった。1607年には画家組合の組合長になった。
1606年頃から1612年頃までの作品はカラヴァッジョの影響が見られ、明暗のコントラストを強調するキアロスクーロの技法を用いられている。
弟子の中にはヘラルト・セーヘルスやテオドール・ロンバウツがいる。ヤンセンスはアントワープで亡くなった。

## ギャラリー

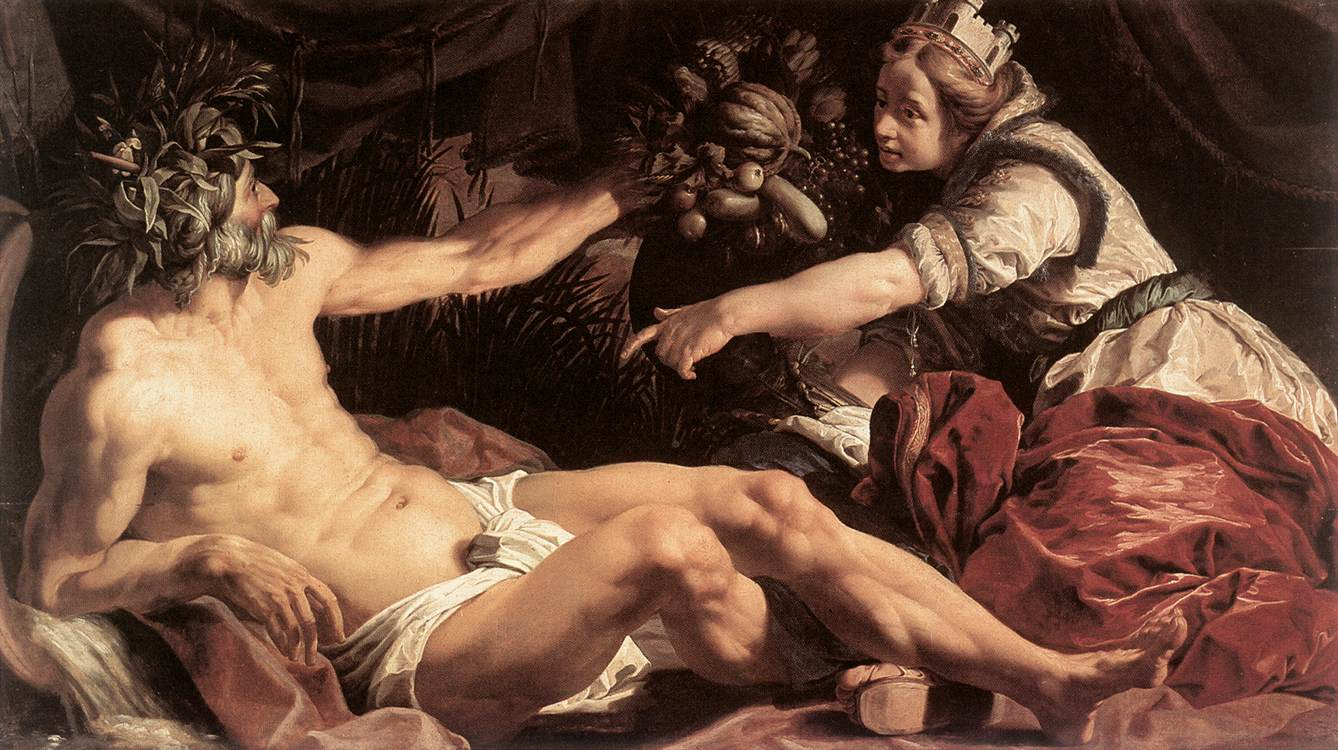
『スカルディスとアントウェルピア』
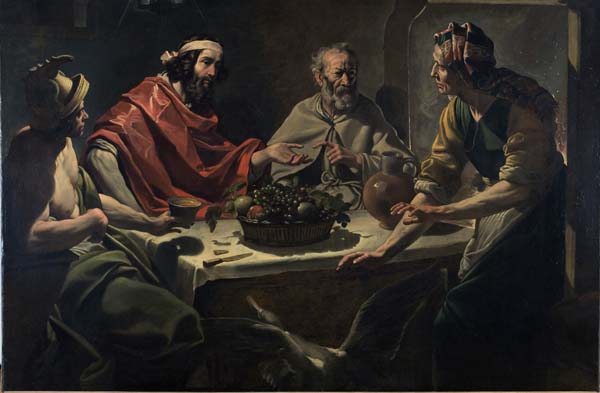
『ユピテルとメルクリウスに加わるフィレモンとバウキス』
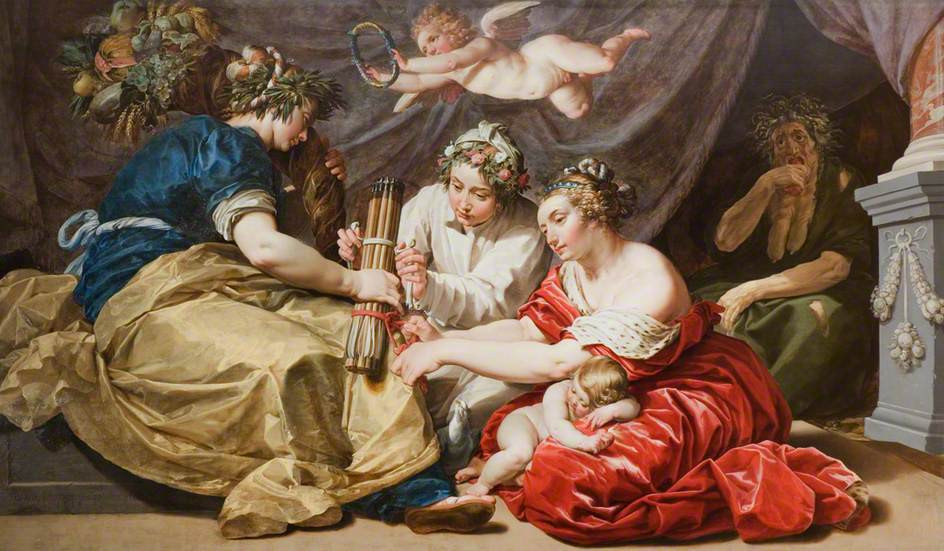
『戦争の矢を縛る平和と豊饒』

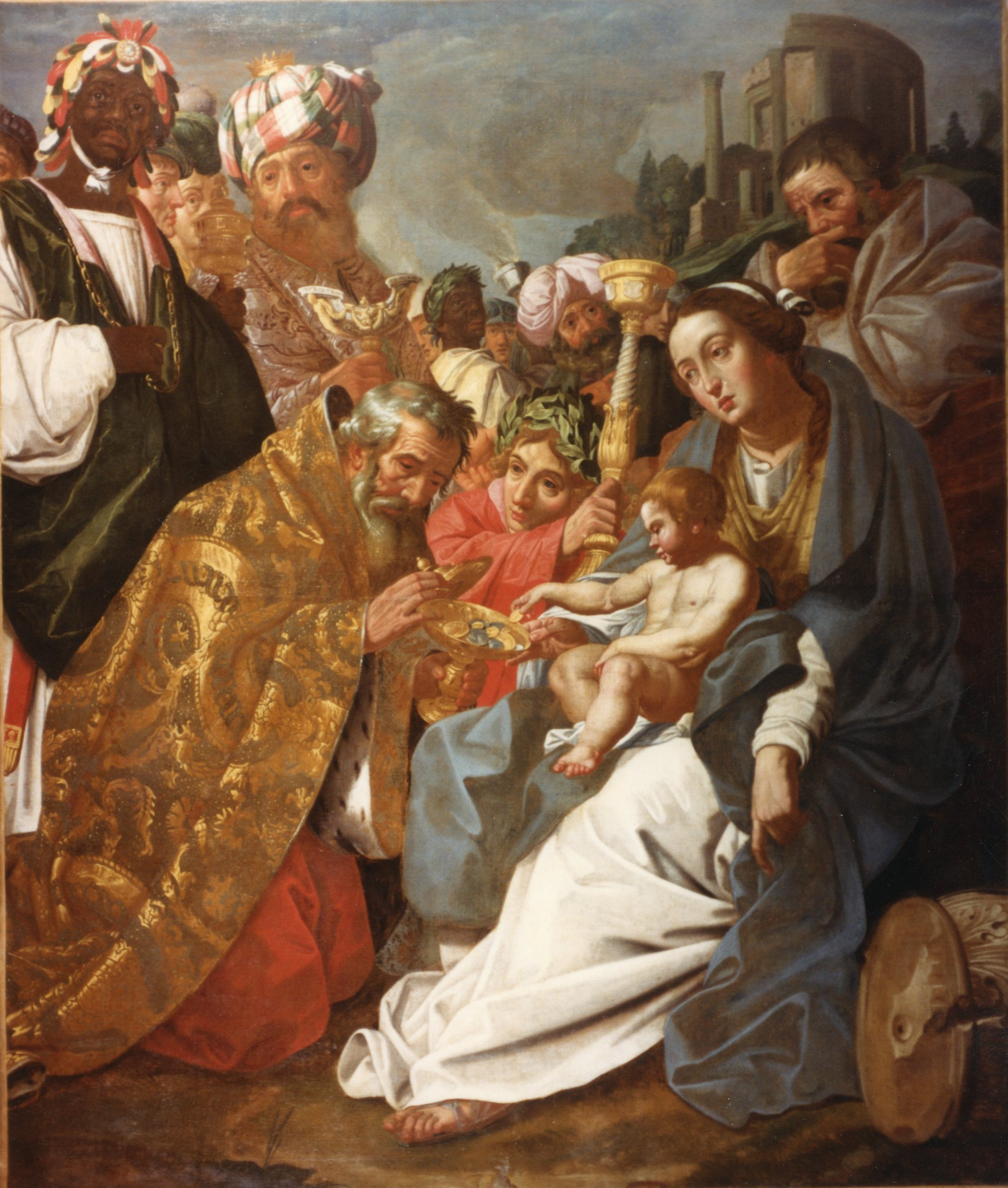
『東方三博士の礼拝』
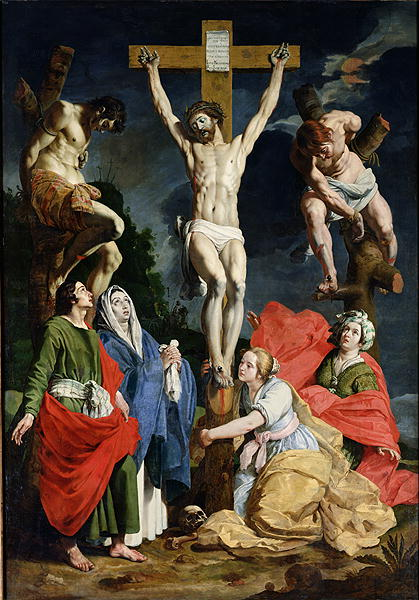
『キリスト十字架像』
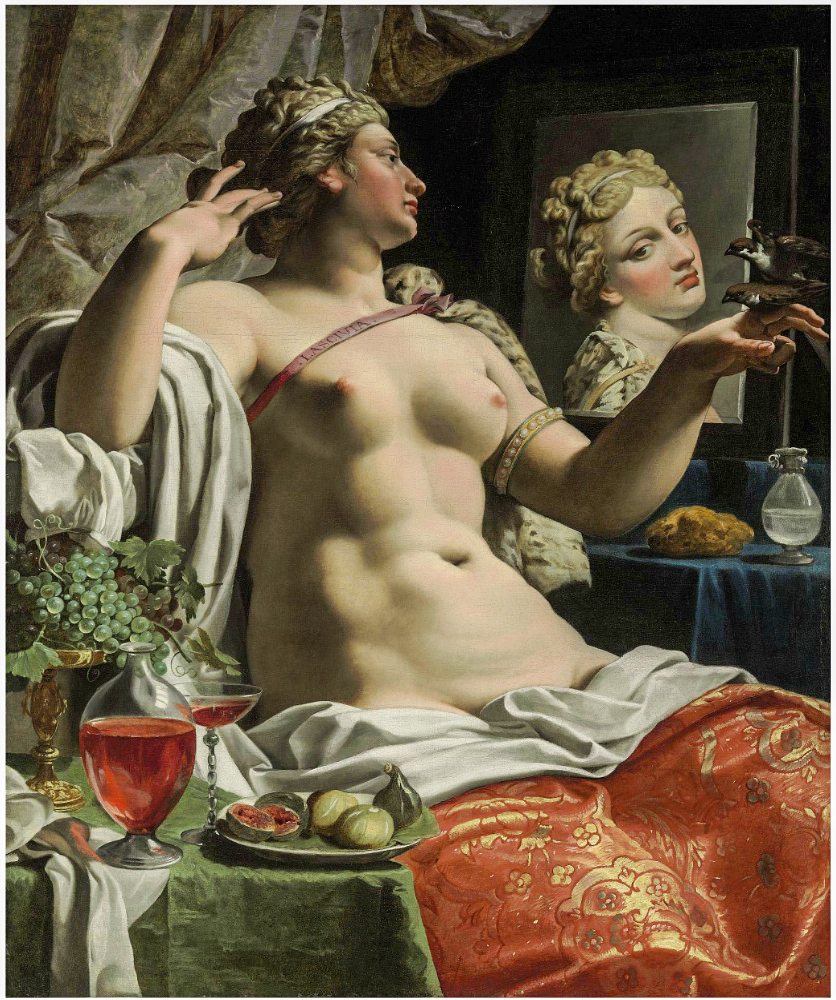
『欲望』
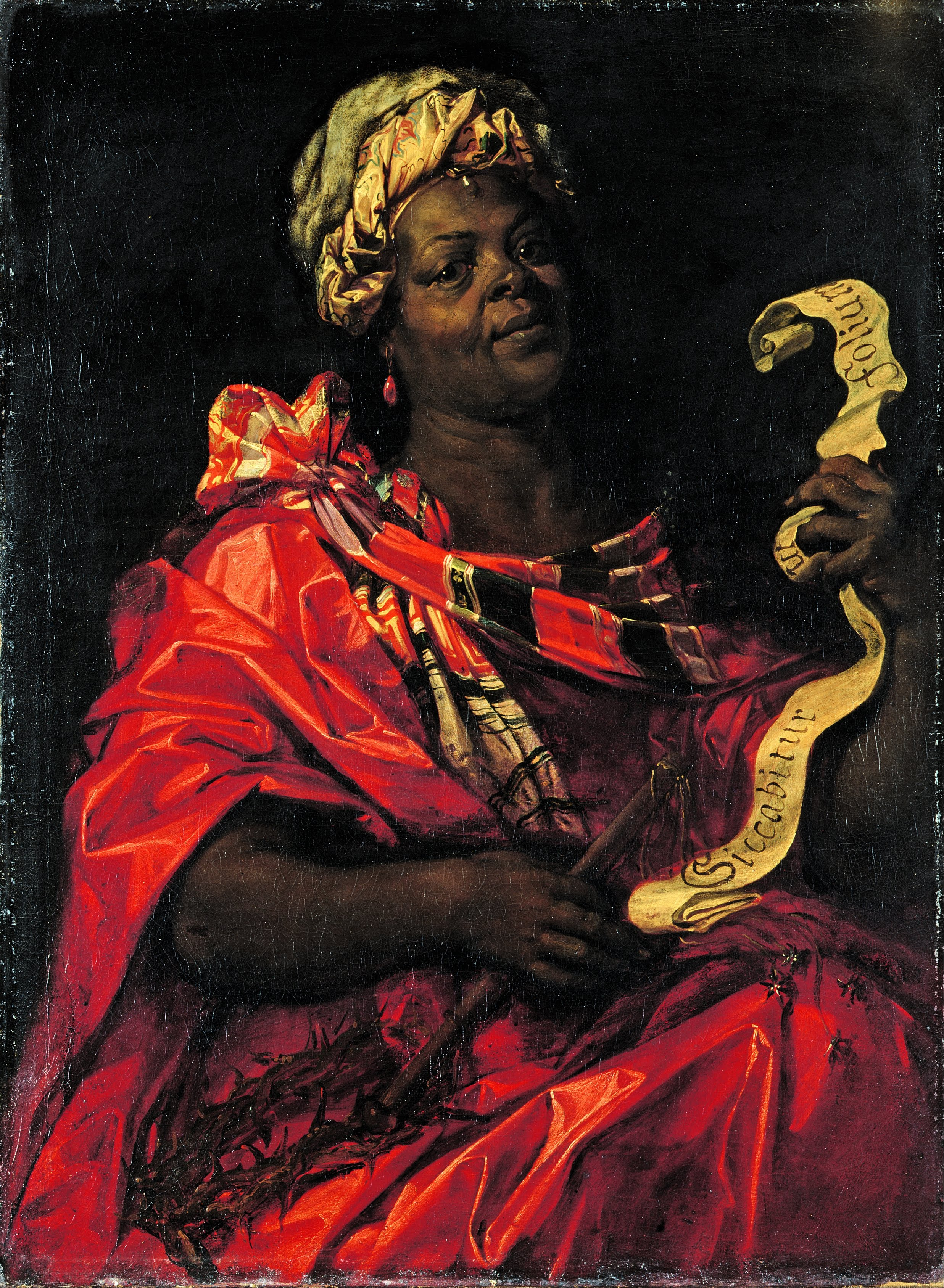
『アグリッパのシビュラ』